# A Rainy Day in New York
A Rainy Day in New York ist eine US-amerikanische Liebeskomödie von Woody Allen aus dem Jahr 2019. Der Film wurde bereits 2018 fertiggestellt und sollte ursprünglich im selben Jahr auf Amazon Prime veröffentlicht werden. Aufgrund der MeToo-Debatte und Missbrauchsvorwürfen gegen den Regisseur Woody Allen beendete Amazon die Zusammenarbeit mit Allen und distanzierte sich von dem Film.
Der Film wurde am 26. Juli 2019 in Polen veröffentlicht und erschien anschließend in weiteren europäischen Ländern. In die deutschen Kinos kam der Film am 5. Dezember 2019.

## Handlung
Der junge Gatsby Welles ist Student am Yardley College im US-Bundesstaat New York und Sohn wohlhabender Eltern. Gatsby hasst sein College, bleibt aber dort, um bei seiner naiven Freundin Ashleigh zu sein. Als Ashleigh die Chance bekommt, den bekannten Filmemacher Roland Pollard für ihre College-Zeitung zu interviewen, reisen sie und Gatsby nach New York City. Gatsby plant dabei eine romantische Rundreise und möchte seiner Freundin Manhattan zeigen. Er und Ashleigh kommen in einem gehobenen Hotel an, wo das Interview stattfinden soll. Als Ashleigh sich mit Pollard trifft, ist dieser von ihrem guten Aussehen angetan und lädt sie zu einer privaten Vorführung seines neuen Films ein.
Gatsby begegnet zufällig einem alten Schulkameraden, der an einem eigenen Filmprojekt arbeitet. Er bittet Gatsby darum, eine kleine Rolle in einer Kussszene zu übernehmen. Gatsby ist überrascht, als sich herausstellt, dass es sich bei seiner Kusspartnerin um Shannon handelt, die jüngere Schwester seiner Ex-Freundin Amy. Während des Drehs beginnt es zu regnen.
Gatsby versucht, Ashleigh auf ihrem Handy anzurufen, um sich für später mit ihr zu verabreden, ist aber verstimmt, weil Pollard, dessen Drehbuchautor und einer der Filmstars Ashleigh weiterhin beschäftigen. Ashleighs Interview dauert bis weit in den Nachmittag hinein. In der Zwischenzeit trifft Gatsby später zufällig wieder auf Shannon, als beide in einem anderen Teil der Stadt in dasselbe Taxi steigen wollen. Sie erzählt ihm, dass sie in ihn verknallt war. Als er beginnt von seiner Freundin zu sprechen, will sie nichts davon hören. Seine Pläne, ein romantisches Wochenende mit Ashleigh zu verbringen, scheinen sich nun weiter zu verzögern. Er ruft erneut Ashleigh an. Diese ist jedoch beschäftigt und kann nicht sprechen. Er geht mit Shannon in die Luxuswohnung ihrer Eltern und singt Frank Sinatras Lied Everything Happens to Me, während er am Klavier ihrer Eltern spielt. Sie sprechen über ihre Liebe zu New York und sind sich einig, dass der romantischste Ort in New York City an Regentagen die Delacorte Clock im Central Park Zoo um 18 Uhr ist.
Gatsby und Shannon gehen zu einer Museums-Ausstellung. Dabei unterhalten sie sich über vieles, auch über die Beziehung mit Amy. Die beiden sehen dort wenig später Gatsbys Tante und Onkel, ein Zusammentreffen, das Gatsby ungelegen kommt, da er nicht auf die Geburtstags-Party seiner Mutter wollte.
Ashleigh scheint sich inzwischen mit einem von Pollards Leinwandstars, Francisco Vega, verstanden zu haben, der auch von Ashleighs gutem Aussehen angetan ist und sie in seinen privaten Trailer am Filmset einlädt. Gatsby weiß weder wo Ashleigh ist, noch davon, dass sie Vega in eine Bar begleitet hat, wo sie sich betrinkt und von Gatsby erzählt. Währenddessen geht Gatsby zu einem anderen Freund, um bei einem Pokerspiel mitzuspielen. Obwohl er vom Gedanken an seine Freundin abgelenkt ist, verdoppelt er seine gesamten Einsätze auf 15.000 Dollar, während es draußen weiter regnet. Als er in sein Hotel-Zimmer zurückkehrt, sieht er im Fernsehen seine Freundin mit dem Schauspieler Vega. Er beschließt, einen Drink zu sich zu nehmen und begibt sich zu einer Cocktailbar in Carlyle. Eine verführerische blonde Escort-Dame gesellt sich zu ihm. Gatsby bietet ihr 5.000 Dollar, damit sie ihn auf die Party seiner Mutter begleitet und dort vorgibt, seine Freundin zu sein.
Ashleigh begleitet währenddessen Francisco Vega auf eine andere Party, wo sie wieder auf Pollard trifft und ihr Interview fortführt. Pollard ist immer noch von Ashleigh begeistert und möchte, dass sie als Muse für sein nächstes Filmprojekt in Südfrankreich bei ihm bleibt. Sie kehrt zu Francisco zurück und fährt mit ihm zu dessen Wohnung. Ashleigh und Vega teilen sich einen Joint und nehmen ein paar Drinks zu sich. Die beiden küssen sich und beginnen, sich zu entkleiden. Als jedoch Vegas Freundin unerwartet eintrifft, muss sich Ashleigh verstecken und schleicht sich durch eine Hintertür hinaus, obwohl sie nur Unterwäsche und einen rasch übergeworfenen Mantel trägt.
Auf der Party erkennt Gatsbys Mutter, dass es sich bei der falschen Ashleigh um eine Prostituierte handelt. Sie wirft die Prostituierte aus ihrem Haus und stellt ihren Sohn zur Rede. Dabei offenbart sie Gatsby, dass sie in jungen Jahren selbst als Prostituierte gearbeitet und auf diese Weise Gatsbys Vater kennengelernt hat. Gatsby ist zunächst schockiert, dann aber erfreut darüber, dass seine Mutter sich ihm gegenüber geöffnet hat. Wieder begibt er sich zur Cocktail-Bar in Carlyle, wo Ashleigh ihn schließlich entdeckt. Sie gibt zu, betrunken zu sein und gefeiert zu haben. Auf Vega angesprochen, streitet sie ab, mit ihm geschlafen zu haben. Sie verspricht, Gatsby am nächsten Tag alles zu erzählen und den verlorenen Tag wieder gut zu machen, damit sie endlich ihren gemeinsamen Tag in New York genießen können.
Gatsby und Ashleigh fahren in einer Kutsche durch den Central Park. Dabei erkennt Gatsby, dass er mit der Beziehung unglücklich ist und beschließt, in New York zu bleiben. Er drückt Ashleigh etwas Geld für die Kutschfahrt in die Hand und verabschiedet sich von ihr. Er läuft alleine durch den Central Park, bis er bei der Delacorte Clock ankommt, wo er wartet. Wenige Minuten später schlägt es 18 Uhr und das Glockenspiel ertönt. Überraschend erscheint Shannon wenig später, woraufhin die beiden sich im anhaltenden Regen küssen.

## Produktion
Im August 2017 wurde bekannt gegeben, dass Timothée Chalamet, Selena Gomez und Elle Fanning eine Rolle in Woody Allens neuem Filmprojekt übernehmen. Produziert wurde der Film von Letty Aronson, während Amazon Studios die weltweite Veröffentlichung übernahm. Einen Monat später schlossen sich Jude Law, Diego Luna, Liev Schreiber, Annaleigh Ashford, Rebecca Hall, Cherry Jones und Kelly Rohrbach dem Film an. Die Dreharbeiten fanden vom 11. September bis 23. Oktober 2017 statt.

## Synchronisation
Die deutsche Synchronisation erfolgte durch die Interopa Film GmbH, nach einem Dialogbuch von Alexander Löwe, unter der Dialogregie von Christoph Cierpka.
| Rolle            | Schauspieler      | Synchronsprecher         |
| ---------------- | ----------------- | ------------------------ |
| Gatsby Welles    | Timothée Chalamet | Marco Eßer               |
| Ashleigh Enright | Elle Fanning      | Lena Schmidtke           |
| Shannon Tyrell   | Selena Gomez      | Gabrielle Pietermann     |
| Ted Davidoff     | Jude Law          | Florian Halm             |
| Francisco Vega   | Diego Luna        | Nico Mamone              |
| Roland Pollard   | Liev Schreiber    | Falilou Seck             |
| Connie           | Rebecca Hall      | Manja Doering            |
| Mrs. Welles      | Cherry Jones      | Kerstin Sanders-Dornseif |

## Folgen der MeToo-Bewegung
Aufgrund erneuter Missbrauchsvorwürfe aus dem Jahr 1992 im Zuge der MeToo-Bewegung stand Regisseur Woody Allen noch vor der Veröffentlichung des Films im Visier der Medien. Daraufhin beendete Amazon die Zusammenarbeit mit Allen und distanzierte sich von dem Film. Er wurde daher in den amerikanischen Kinos nicht gezeigt, lief jedoch ab dem 5. Dezember 2019 in deutschen Kinos und ist auch bei Amazon Prime Video abrufbar.
Der Schauspieler Griffin Newman gab auf Twitter bekannt, dass er nicht mehr mit Allen zusammenarbeiten werde und es bereue, an dem Film mitgewirkt zu haben. Im Januar 2018 spendete Schauspieler Timothée Chalamet seine Gage an RAINN, Time’s Up und das LGBT-Zentrum von New York. Selena Gomez spendete mehr als eine Million Dollar an Time’s Up. Auch Rebecca Hall spendete ihre Gage an Time’s Up und verkündete, dass sie nicht mehr mit Allen arbeiten werde.
Jude Law erklärte dagegen seine weitere Unterstützung und sagte, dass die Behandlung Allens und des Films „eine schreckliche Schande“ sei.